# Dolichomitus garudai
Dolichomitus garudai là một loài tò vò trong họ Ichneumonidae.